# CM 펑크
CM 펑크(CM Punk 1978년 10월 26일 ~ ) 미국의 현 프로레슬링선수자 전 이종격투기선수다. 본명은 필립 잭 브룩스(Phil Jack Brooks)다. 피니쉬 무브는 고 투 슬립(GTS)와 아나콘다 바이스가 있다.

## 신체 사항
- 키 : 188cm
- 몸무게 : 88kg

## 경력
- 1999년 - 프로레슬링에 입문한다.
- 2000년 - IWA Mid South에 데뷔한다.
- 2002년 ~ 2005년 - 스테이블 "개더링"에 가입하여 TNA에서 활동한다.
- 2002년 ~ 2005년 - RoH에서 활동한다.
- 2006년 - ECW를 통해 WWE에 데뷔한다.
- 2009년 - 에지와의 경기에서 월드 헤비웨이트 챔피언이 된 제프하디에게 캐싱인 한 후 섬머슬램까지 대립을 하면서 올해 최고의 대립으로 꼽히는 등 성공적인 악역으로 정착한다.
- 2010년 - 악역 변신 후 스테이블 "S.E.S"의 리더가 된다.
- 2011년 웨이드 배럿을 넥서스로부터 축출시킨 후 뉴 넥서스의 리더가 된다.
- 2011년 머니 인 더 뱅크에서 WWE 챔피언십 경기를 마지막으로 WWE를 떠난다는 소문이 있었으나 실제로는 각본이다.
- 2011년 징계로 인해 뉴 넥서스에서 축출된다.
- 2011년 존 시나와 공동 WWE 챔피언이 된다.
- 2011년 더 미즈와 알 트루스에게 공격을 받은 후 선역으로 전환한다.
- 2011년 서바이버 시리즈에서 알베르토 델 리오를 이기고 WWE 챔피언에 2번째 등극한다.
- 2011년 슬래미어워드에서 2011 올해의 선수가 된다.
- 2012년 존 시나와 빅 쇼와 대립에서 승리한다.
- 2012년 raw 1000회 특집에서 악역전환을 한 상태에서 존 시나와 1년 전 앙금이 남아있는 상태로 대립했다. 그러나 10월 말을 기점으로 해 라이백과 WWE 챔피언쉽을 두고 대립했다.
- 2013년 1월 ~ 2월 드웨인 존슨/더 락하고 대립을 했다.
- 2013년 언더테이커의 레슬매니아 연승을 끊겠다며 호언장담하며, 故폴 베어러의 납골로 도발하다 레슬매니아 29에서 완패한다.
- 2013년 매니저인 폴 헤이먼의 배신으로 다시 선역으로 전환후, 브록 레스너와 대립한다.
- 2013년 8월 섬머슬램에서 브록 레스너와 대결하지만 패배하고만다.
- 2013년까지도 폴 헤이먼과 대립중이며, 폴 헤이먼이 데리고 다니는 커티스 액슬과 라이백과 대립중이며, 최근 WWE 배틀 그라운드 2013에서 라이백을 이겼으며 정확히 1년 만에 선악이(1년전에는 CM 펑크가 악역 라이백이 선역 -> 현재는 CM 펑크가 선역 라이백이 악역)바뀐 상태에서 다시한번 헬인어셀에서 라이백과 헬인어셀 매치를 치루게 되어 승리하며 대립이 일정 부분 종결되었다.
- 2013년 케인과의 대립이 시작된다.
- 2014년 로얄 럼블 경기에 1번으로 출연하여, 나름 선전하였으나, 탈락시킨 케인의 방해로 탈락하게 된다.
- 2014년 로얄 럼블 이후 갑자기 빈스맥맨에게 '집으로 가겠다'는 말과 함께 더 이상 경기에 나오지를 않고 있다. CM 펑크는 2014년 7월까지 WWE와 3년 계약이 되어있다.
- WWE 은퇴 이후 2014년 12월 UFC와 계약을 체결하면서 종합격투기 파이터로 변신을 선언한다.

별명은 세계 최고(Best In The World)이다.(그외에도 `스트레이트 에지(Straight Edge)`(담배 안피고 음주안하고 마약을 안함)라는 별명도 있다.) 피니쉬는 GTS(파이어맨즈 캐리 드롭 인 에이 니 리프트/고 투 슬립/Go To Sleep)과 서브미션기술인 아나콘다 바이스 (Anaconda Vice)/암 트랩 트라이앵글 초크(Arm Trap Triangle Choke)를 사용을 한다.

## 종합격투기
- UFC 데뷔전에서 미키 갈을 상대했으나 1라운드 2분 14초만에 리어 네이키드 초크(Rear Naked Choke)에 걸려 단 한대의 유효타도 기록하지 못하고 허무하게 서브미션 패배를 당했다. 경기이후 데이나 화이트 대표는 "펑크의 다음 경기는 UFC에서 치르지 않게될지도 모른다." 라고 하면서 방출을 간접적으로 언급하였다.

| 프로 종합격투기 전적 | 프로 종합격투기 전적 | 프로 종합격투기 전적 | 프로 종합격투기 전적 | 프로 종합격투기 전적 | 프로 종합격투기 전적 | 프로 종합격투기 전적 | 프로 종합격투기 전적 |
| -------------------- | -------------------- | -------------------- | -------------------- | -------------------- | -------------------- | -------------------- | -------------------- |
| 2 시합               | (T)KO                | 항복                 | 판정                 | 실격                 | 그 밖                | 비김                 | 무효                 |
| 0 승                 | 0                    | 0                    | 0                    | 0                    | 0                    | 0                    | 0                    |
| 2 패                 | 0                    | 1                    | 1                    | 0                    | 0                    | 0                    | 0                    |

| 승패 | 누적 전적 | 상대    | 승패 결정 방식            | 대회    | 개최 날짜       | 라운드 | 경기 시간 | 장소                       | 특이 사항       |
| ---- | --------- | ------- | ------------------------- | ------- | --------------- | ------ | --------- | -------------------------- | --------------- |
| 패   | 0–1       | 미키 갈 | 항복 (리어 네이키드 초크) | UFC 203 | 2016년 9월 10일 | 1      | 2:14      | 미국 오하이오주 클리블랜드 | UFC 웰터급 경기 |

## 수상
- AEW 월드 챔피언 2회
- WWE 챔피언 2회
- WWE 월드 헤비웨이트 챔피언 (구 버전) 3회
- WWE 월드 헤비웨이트 챔피언 (신 버전) 1회
- WWE 인터컨티넨탈 챔피언 1회
- WWE 월드 태그팀 챔피언 (구 버전) 1회 - 코피 킹스턴 (1)
- ECW 챔피언 1회
- 머니 인 더 뱅크 2회 (2008년, 2009년)
- WWE 슬래미 어워드 4회 (2008년, 2009년, 2010년, 2011년)
- WWE 역사상 19번째 3관왕
- OVW 헤비웨이트 챔피언 1회
- OVW 서던 태그팀 챔피언 1회 - 세스 스카이파이어 (1)
- OVW 텔레비전 챔피언 1회
- OVW 역사상 2번째 3관왕
- SPCW 노던 스테이츠 라이트 헤비웨이트 챔피언 / SDW 텔레비전 챔피언 2회
- RoH 월드 헤비웨이트 챔피언 1회
- RoH 태그팀 챔피언 2회 - 콜트 카바나 (2)
- RCW 헤비웨이트 챔피언 1회
- NWA 사이버스페이스 태그팀 챔피언 1회 - 훌리오 디네로 (1)
- MAW 헤비웨이트 챔피언 1회
- IWC 월드 헤비웨이트 챔피언 1회
- IWA 미드 사우스 헤비웨이트 챔피언 5회
- IWA 미드 사우스 라이트 헤비웨이트 챔피언 2회